# Margo Hayes
Margo Hayes (* 11. Februar 1998 in Boulder, Colorado) ist eine US-amerikanische Sportkletterin, die sowohl im Schwierigkeitsklettern als auch im Bouldern erfolgreich ist. Internationale Bekanntheit erlangte sie, als sie 2017 als erste Frau eine als 9a+ eingestufte Route kletterte.

## Karriere
Margo Hayes ist in Boulder, Colorado nahe der Rocky Mountains geboren und aufgewachsen und beschäftigte sich in ihrer Kindheit und Jugend neben der Schule mit Kunst, Fotografie und Gymnastik. Im Alter von zehn Jahren begann sie mit dem Klettern und trat dem Team ABC bei. Im Jahr 2017 beendete sie erfolgreich die High School.
An ihrem ersten IFSC-Turnier, der Jugendweltmeisterschaft in Singapur, nahm sie 2012 teil und belegte den achten Platz. Im Jahr 2014 belegte sie den ersten Platz bei der PanAmerican Meisterschaft in Mexiko-Stadt im Bouldern und Lead. Im selben Jahr nahm sie auch an ihrem ersten Weltcup für Erwachsene teil. Im folgenden Jahr gewann sie zwei Silbermedaillen bei der Jugendweltmeisterschaft, im Jahr 2016 gewann sie zweimal Gold. In der für die Olympischen Spiele 2020 geschaffenen Disziplinen Kombination belegte sie 2017 den dritten Platz bei der Jugendweltmeisterschaft in Innsbruck.
Außerdem klettert sie am Fels im hohen Schwierigkeitsgrad. Im Jahr 2016 kletterte sie 14 Routen in dem Schwierigkeitsgrad von mindestens 8b+. Internationale Aufmerksamkeit erhielt sie, als es ihr ein Jahr später gelang, mit La Rambla als erste Frau eine als 9a+ eingestufte Kletterroute zu begehen. Noch im selben Jahr kletterte sie die Route Realization und damit eine zweite in diesem Grad.

## Erfolge (Auswahl)

### Wettkampfklettern
- 2012: 8. Platz bei der Jugendweltmeisterschaft im Boulder (Youth B)[2]
- 2013: 7. Platz bei der Jugendweltmeisterschaft im Boulder (Youth B)[2]
- 2014: erste Teilnahme beim Weltcup im Bouldern, Platz 18, Siegerin bei der PanAmerican Youth Championship im Bouldern und Lead (Youth A)[2]
- 2015: Vizejugendweltmeisterin im Lead und Bouldern (Youth A)[2]
- 2016: Jugendweltmeisterin im Lead und Bouldern (Juniors),[2] erster Platz bei der U.S. Sport Climbing Open National Championships[3]
- 2017: 3. Platz bei der Jugendweltmeisterschaft in der Kombination (Juniors), 2. Platz im Lead und erster Platz im Bouldern bei der PanAmerican Youth Championship (Juniors)[2]
- 2018: 10. Platz im Bouldern bei der Kletterweltmeisterschaft 2018[2]

### Felsklettern
- Scarface (8b+) – Februar 2016 – Smith Rock State Park, USA – erste von 14 Routen im Schwierigkeitsgrad von mindestens 8b+ 2016[3]
- Pure Imagination (8c+) – März 2016 – zweite Frauenbegehung[3]
- Omaha Beach (8b+) – März 2016 – Begehung im zweiten Versuch[3]
- Bad Girls Club (9a) – August 2016 – erste Frauenbegehung[3]
- La Rambla (9a+) – Februar 2017 – Siurana, Spanien – erste Frauenbegehung einer 9a+[5]
- Biographie/Realization (9a+) – September 2017 – Céüse, Frankreich[7]
- Papichulo (9a+) – März 2019 – Oliana, Spanien[8]